# Pelé (Fußballspieler, 1978)
Pelé, bürgerlich Pedro Miguel Cardoso Monteiro (* 2. Mai 1978 in Albufeira), ist ein portugiesischer Fußballspieler. Von 2007 bis 2009 stand der Verteidiger beim englischen Erstligisten West Bromwich Albion unter Vertrag.

## Karriere

### Verein
Pelé startete seine Karriere bei Imortal DC, ehe er nach fünf Jahren zum damaligen portugiesischen Zweitligisten SC Farense wechselte. Nachdem deren Abstieg in die dritte Liga festgestanden hatte, entschied sich der Defensivspieler für einen erneuten Transfer und unterschrieb zur Saison 2003/04 beim Hauptstadtklub Belenenses Lissabon. Bei Belenenses gab Pelé am 23. August 2003 sein Erstligadebüt beim 2:4 gegen Sporting Lissabon. Mit der Zeit spielte er sich in die Startformation und entwickelte sich zum Leistungsträger. Am 6. März 2005 erzielte er seinen einzigen Ligatreffer für Belenenses beim 1:0-Sieg gegen den Lokalrivalen Sporting.
Am 19. Juli 2006 unterzeichnete Pelé einen Vertrag mit dem FC Southampton und wechselte in die englische Football League Championship. Am 30. Dezember 2006 erzielte er seinen ersten Treffer für die Saints gegen Leicester City. Im Verlauf der Saison rückte Pelé aus dem Abwehrzentrum ins Mittelfeld und bildete dort zusammen mit Jermaine Wright einen Defensivblock. Wegen der Verletzungen von Darren Powell und Claus Lundekvam zum Ende der Spielzeit zog man den gelernten Verteidiger wieder in die Abwehr. Am 9. August 2008 wurde bekannt, dass Pelé nach einem Jahr bei Southampton für eine Million Pfund zu West Bromwich Albion wechselt. Am ersten Spieltag der Saison 2007/08 gab er sein Debüt für die Baggies gegen den FC Burnley. Nach einem Jahr bei West Bromwich stand der Aufstieg in die Premier League fest. Sein Premierenspiel in Englands höchster Spielklasse gab Pelé am 17. Januar 2009 gegen den FC Middlesbrough. In der 39. Minute wurde er für Leon Barnett eingewechselt. Das Spiel wurde 3:0 gewonnen.
Im Sommer 2009 wurde sein Vertrag bei West Brom nicht verlängert. Pelé war einige Monate ohne Verein, ehe er beim FC Falkirk in der schottischen Premier League anheuerte. Dort war er in der Saison 2009/10 zunächst Stammkraft, ehe er sich Ende Januar 2010 schwer verletzte und bis Saisonende ausfiel. Im August 2010 wechselte er zunächst zu den Milton Keynes Dons, ehe er sich wenige Wochen später Northwich Victoria in der Northern Premier League, der siebenten englischen Liga, anschloss. Anfang 2012 verpflichtete ihn Hayes & Yeading United, das in der Conference National (fünfte Ligastufe) spielte. Am Saisonende stieg er mit seiner Mannschaft ab. Im März 2013 wechselte Pelé innerhalb der Conference South zu Havant & Waterlooville FC. Dort spielte er bis Sommer 2016, kam in den beiden letzten Spielzeiten jedoch kaum noch zum Einsatz. Im Sommer 2016 wechselte er zum AFC Totton in die achte Liga.

### Nationalmannschaft
Bereits vor 2006 wurde Pelé mehrfach für die Nationalmannschaft der Kap Verden nominiert. Allerdings sagte er immer wieder ab. Erst als er für die Qualifikation zur Afrikameisterschaft 2008 wieder in den Kader gerufen wurde, sagte der Verteidiger zu.

## Erfolge
- Gewinn der Football League Championship mit West Bromwich Albion: 2008